# Guerre civile yéménite
Pour les articles homonymes, voir guerre du Yémen.
Ne doit pas être confondu avec Guerre civile yéménite de 1994.
- Territoire contrôlé par le Conseil politique suprême (Houthis).
- Territoire contrôlé par les forces affiliées au Conseil de direction présidentiel du gouvernement du Yémen.
- Territoire contrôlé par les forces affiliées au Conseil de direction présidentiel du Conseil de transition du Sud.
- Territoire contrôlé par les forces affiliées au Conseil de direction présidentiel de la Résistance nationale.
- Territoire contrôlé par les Forces d'élite hadhramies (en) qui sont affiliées au Conseil de direction présidentiel.
- Territoire contrôlé par Al-Qaïda dans la péninsule arabique.

Insurrection houthiste au Yémen
Batailles
- Bataille d'Amran
- 1re Bataille de Sanaa
- Bataille de l'aéroport d'Aden
- 1re Bataille d'Aden
- Bataille de Taëz
- 1re Bataille de Moukalla
- 2e Bataille de Moukalla
- 2e Bataille de Sanaa
- 2e Bataille d'Aden
- Bataille d'al-Hodeïda
- Prise de Socotra
- 3e Bataille d'Aden
- 4e Bataille d'Aden
- Offensive de Najran
- Attaque d'Abqaïq et de Khurais
- Offensive d'Al Bayda
- Offensive d'Al Jawf
- Bataille de Marib

La guerre civile yéménite est un conflit armé qui oppose depuis l'été 2014 d'une part les forces armées sous le commandement du président d'Abdrabbo Mansour Hadi et, d'autre part, les rebelles chiites Houthis ainsi que, jusqu'en 2017, les forces fidèles à l'ex-président Ali Abdallah Saleh,,,. Cette guerre civile fait suite à la révolution yéménite ayant renversé Saleh et conduit Hadi au pouvoir en 2012. Le conflit s'est internationalisé en mars 2015 avec l'intervention d'une coalition internationale menée par l'Arabie saoudite,, contre les Houthis qui sont soutenus par l'Iran.
Il est une des conséquences de la guerre du Saada commencée au nord-ouest du pays en 2004 en raison du sentiment de marginalisation des tribus du nord qui se sentent délaissées par le pouvoir central, après l'unification du pays en 1990.
Débordé en septembre 2014 par le mouvement venu de l'extrême nord ouest du pays, et par certains éléments de l'armée, le président Abdrabbo Mansour Hadi, est contraint à la démission en janvier 2015, lorsque les houthistes s'emparent du palais présidentiel. Il se réfugie en février à Aden, port stratégique du sud du pays, puis en Arabie saoudite, après le début de l'intervention saoudienne en mars de la même année.
En février 2016, le gouvernement revendique le contrôle d'entre 70 et 85 % du territoire.
En décembre 2017, Ali Abdallah Saleh est assassiné par ses anciens alliés Houthis, après avoir rompu avec eux pour rejoindre le camp loyaliste. Son neveu Tarek Saleh, ayant survécu aux combats, dirige désormais les pro-Saleh aux côtés de la coalition.
Bien que les conséquences humanitaires de cette guerre soient désastreuses (engendrant une famine en passe de devenir la plus grave que l'humanité ait connue depuis un siècle selon les Nations unies), la couverture médiatique internationale a été très faible jusqu'en 2018, puis le conflit a gagné en visibilité,.
En 2019, le Bureau de la coordination des affaires humanitaires du Secrétariat des Nations unies estime le nombre de morts du conflit à 233 000, 102 000 étant décédés dans les combats et autres actes de violence et 131 000 de malnutrition et/ou de maladies qui leur sont liées. Fin 2021, l'ONU fait désormais état de 377 000 morts. Ces chiffres font toujours l'objet de débats et sont parfois considérés comme sous-estimés.

## Contexte
Cette confrontation est un développement de la guerre du Saada qui a débuté le 18 juin 2004 lorsque des rebelles zaïdistes ont lancé une insurrection contre le gouvernement yéménite. Aussi appelés Houthistes, du nom du chef de leur clan Hussein Badreddine al-Houthi, ils se plaignent d’avoir été marginalisés par le gouvernement sur le plan politique, économique et religieux, et demandent plus de considérations.
En juin 2014, des heurts éclatent entre les forces gouvernementales et des sympathisants de l'ancien président Ali Abdallah Saleh près de la mosquée al-Saleh.
Les racines du conflit sont loin d'être essentiellement confessionnelles. Selon le journal Le Monde, le facteur religieux est assez récent et est seulement monté en puissance quand l'ex-président Saleh a « attisé le sectarisme en soutenant un mouvement sunnite d'inspiration salafiste dans le Nord, hostile aux zaïdistes ». Auparavant, zaïdistes et sunnites coexistaient pacifiquement et les différences religieuses n'étaient pas un phénomène déterminant. La rébellion houthiste serait avant tout, à l'origine, un mouvement tribal et régional opposée au pouvoir central.

## Chronologie

### Avancée des Houthis au nord (2014-2015)
Après des manifestations Houthis, contre la fin des subventions sur le pétrole et la prise d'Amran, l'insurrection houthiste se dirige vers Sanaa.
Entre le 16 et le 22 septembre 2014, au moins 200 personnes meurent à Sanaa dans le cadre du conflit. Le 21 septembre, le gouvernement yéménite et les rebelles Houthis signent un accord visant à mettre fin à la crise politique alors que les rebelles avancent vers la capitale ; le Premier ministre Mohamed Basindawa démissionne, et conformément à l'accord, les rebelles nommeraient un nouveau Premier ministre dans les trois jours. Les combats ont fait 123 morts.
Le 22 septembre, au moins 340 personnes sont tuées dans des combats dans la capitale.
Le 27 septembre, des sources sécuritaires annoncent que les rebelles Houthis attaquent la maison du chef des services de renseignement à Sanaa. Ceci prouve la fragilité de l'accord de partage du pouvoir, qui ne suffit pas à faire cesser les combats dans la capitale.
Le 7 octobre 2014, Ahmed Awad ben Moubarak est nommé Premier ministre. Le 9 octobre, sous la pression des rebelles, il présente sa démission.
Le 13 octobre 2014, Khaled Bahah, ambassadeur du Yémen à l'ONU, est nommé Premier ministre.
Le 18 octobre, des affrontements entre tribus sunnites et rebelles chiites près d'Ibb font de nombreuses victimes. Au moins quarante personnes sont tuées durant les deux jours de combats. Les combattants sunnites visent à empêcher les rebelles chiites d'acheminer des renforts à Ibb, ville majoritairement sunnite, dont ils prennent le contrôle.
En octobre 2014, les Houthis prennent al-Baïda, Hodeïda, Ibb et Dhamar.
Le 10 novembre 2014, le Conseil de sécurité de l'ONU sanctionne l'ex-président Ali Abdallah Saleh ainsi que des chefs des Houthis.
Les 19 et 20 janvier 2015, les rebelles Houthis prennent le palais présidentiel,. Le lendemain, un accord est signé avec les Houthis sur l'amendement du projet de Constitution et sur la représentation des Houthis et des autres factions dans le gouvernement. Le conseiller du président, Ahmed Awad ben Moubarak, doit également être libéré.
Le 22 janvier 2015, Abdrabbo Mansour Hadi présente sa démission après que les Houthis eurent réclamé qu'un de leurs membres soit nommé comme vice-président. La démission du président est rejetée par le Parlement. En signe de protestation contre cette démission, le port et l'aéroport d'Aden, sont fermés. Les Houthis proposent alors de mettre en place un Conseil présidentiel composé de l'armée, des forces de sécurité, des comités populaires et des « composantes révolutionnaires et politiques ».
Les 23 et 24 janvier 2015, les Houthis dispersent des milliers de manifestants.
Le 1er février 2015, les Houthis donnent un ultimatum de trois jours aux forces politiques pour trouver un accord, faute de quoi ils se chargeraient de la transition. Le 4 février, l'ultimatum expire,.
Cependant, le 6 février 2015, par une déclaration constitutionnelle, les Houthis, lors d'une réunion au cours de laquelle participent des personnalités comme les ministres de la Défense et de l'Intérieur du gouvernement démissionnaire, annoncent l'instauration de ce Conseil présidentiel, chargé de diriger la transition pour une durée de deux ans, contre un an comme initialement prévu. Mohammed Ali al-Houthi, cousin de Abdul-Malik al-Houthi, prend le pouvoir en tant que président du Comité révolutionnaire. Aussi, les Houthis annoncent la dissolution de la Chambre des députés et le remplacement par un Conseil national de 551 membres, chargé de nommer les membres du Conseil présidentiel, qui à son tour nomme un nouveau gouvernement. Enfin, ils prévoient d'élargir le Conseil consultatif et de le rebaptiser Conseil populaire de transition.
Le coup d'État est dénoncé par le Conseil de coopération du Golfe et le secrétaire général des Nations unies, Ban Ki-moon demande le retour du président Hadi.
Le 11 février 2015, de nombreux pays évacuent leurs ambassades à Sanaa. De leur côté, les Houthis se disent « prêts » à rendre les véhicules appartenant aux Américains.
Le 15 février 2015, le Conseil de sécurité des Nations unies demande aux Houthis de quitter le pouvoir, appel rejeté par les miliciens le lendemain 16 février.
Le 15 février 2015, la Résistance populaire prit le contrôle des sièges de la télévision et des renseignements aux Houthis.
Le 20 février 2015, un accord est trouvé pour conserver la Chambre des députés et de lui adjoindre une nouvelle chambre. Les Houthis déclarent qu'il s'agit d'une « révolution ».
Le 1er mars 2015, après la signature d'un accord aéronautique le 28 février, un premier avion iranien atterrit à Sanaa, une première depuis 1990. Hadi déclare que l'accord est « illégal » et que les responsables vont « rendre des comptes ». De son côté le président iranien, Hassan Rohani salue la prise de pouvoir des Houthis, en déclarant soutenir « la stabilité et la paix ». De son côté, Ali Akbar Nategh-Nuri, ancien président du Parlement de l'Iran, déclare que le coup d'État serait « une suite de la révolution islamique ». Une délégation Houthie doit également se rendre en Iran pour signer des accords économiques et politiques.
Le 5 mars 2015, les Houthis prennent le siège du Dialogue national.
Le 6 mars 2015, les Houthis dispersent une manifestation à Sanaa exigeant leur départ du pouvoir.
Le 14 mars 2015, les partis politiques opposés aux Houthis forment le Bloc du salut national.
Le 16 mars 2015, l'assignation à résidence du Premier ministre Khaled Bahah est levée par les Houthis. Celui-ci refuse de revenir sur sa démission et part pour le Hadramaout. Cette décision concerne tous les membres du gouvernement démissionnaires qui étaient encore détenus et Bahah parle d'« une initiative de bonne volonté ».
Le 2 août 2020, un site médiatique proche des Houthis a confirmé que des dizaines de soldats saoudiens avaient été tués dans des affrontements entre deux camps dans la ville de Najran, dans le sud-ouest de l'Arabie Saoudite.

### Avancée des Houthis au sud et début de l'intervention de la coalition sunnite (mars-juillet 2015)

Situation à Aden après l'offensive rebelle.
Zone contrôlée par le gouvernement yéménite
Zone contrôlée par les Houthis

Le 21 février 2015, Hadi, dont la démission a été refusée par le Parlement et qui était en résidence surveillée à Sanaa, prend la fuite vers Aden, ville du sud du pays et devenue par la suite capitale de facto. Le jour-même, il déclare, après avoir renoncé à démissionner, qu'il demeure le président en exercice, et que les actions des Houthis étaient « nulles et non avenues »,.
Le 24 février 2015, dans une lettre adressée au Parlement, Hadi renonce officiellement à démissionner. Le jour-même, il demande aux membres du gouvernement démissionnaire de le rejoindre à Aden. En réaction, les Houthis le qualifient de « fugitif » et promettent de le juger.
Le 28 février 2015, l'Arabie saoudite, les Émirats arabes unis et le Koweït déplacent leurs ambassades à Aden.
Le 3 mars 2015, Hadi limoge le chef des forces spéciales et en nomme un autre,. Hadi est également convié au sommet de la Ligue arabe qui se tiendra les 28 et 29 mars en Égypte, l'organisation lui exprime ainsi un soutien à sa légitimité.
Le 7 mars 2015, la proclamation d'Aden comme capitale est confirmée par Hadi et annonce avoir fui Sanaa en passant par un tunnel situé dans sa résidence. Abdel Hafedh al-Sakkaf, ancien commandant des Forces spéciales, rejette son limogeage.
Le 8 mars 2015, le ministre de la Défense, Mahmoud al-Soubeihi, pourtant nommé président de la commission de sécurité par les Houthis,, fuit Sanaa et se dirige vers Aden.
Le 19 mars 2015, lors de la bataille de l'aéroport d'Aden, l'aéroport d'Aden est fermé après des affrontements entre les unités du général al-Sakkaf et les comités de résistance populaire, loyaux au président Hadi. Les forces spéciales du général al-Sakkaf tentent sans succès de prendre la ville et attaquent le palais présidentiel.
Le 20 mars 2015, un double attentat suicide visant des mosquées chiites à Sanaa, en représailles à l'avancée des Houthis, fait 142 morts
Le 21 mars 2015, lors d'une allocution télévisée, Hadi déclare que « le drapeau de la République du Yémen flottera sur les montagnes de Maran à Saada, et non pas le drapeau iranien » et que « L'école du [chiisme] duodécimain suivie en Iran ne sera pas acceptée par les Yéménites, qu'ils soient Zaïdites ou Chafiites ». Il condamne également les attentats contre des mosquées chiites survenues la veille et revendiqués par l'État islamique.
Le 22 mars 2015, les Houthis prennent le contrôle de l'aéroport de Taëz. Le lendemain, ils entrent dans la ville,,.
Le 25 mars 2015, l'aéroport d'Aden est conquis par la 39e brigade blindée, alliée aux rebelles Houthis. Le jour-même, après la prise du gouvernorat de Lahij par les rebelles, le ministre de la Défense loyaliste, Mahmoud al-Soubeihi est capturé par les Houthis qui, au même moment promettent 93 000 $ pour la capture du président Hadi. Le lendemain au matin, après le déclenchement de l'intervention saoudienne, cette brigade quitte le site qui est de nouveau sous le contrôle des forces pro-Hadi.
À partir du 26 mars 2015, la force aérienne royale saoudienne, avec l'appui de plusieurs pays sunnites dont l'Égypte, le Soudan, le Maroc et les membres du Conseil de coopération du Golfe excepté Oman, effectuent des frappes aériennes sur de nombreuses positions Houthis dans l'ouest du pays, dont l'aéroport international El Rahaba et le palais présidentiel de Sanaa. L'ambassadeur saoudien à Washington précise que « l'opération vise à défendre le gouvernement légitime du Yémen et à empêcher le mouvement radical Houthi (soutenu par l'Iran) de prendre le contrôle du pays ». Les États-Unis déclarent également fournir un soutien en logistique et en renseignement aux opérations.
Selon la chaîne de télévision Al Arabiya basée à Dubaï, le royaume saoudien engage dans cette opération une centaine d'avions de guerre et plusieurs dizaines de milliers de soldats.
Le 12 avril 2015, Bahah est confirmé dans ses fonctions de Premier ministre tout en étant nommé vice-président.
Le 21 avril 2015, la coalition arabe dirigée par Riyad annonce mardi la fin de l'opération Tempête décisive, mais les frappes aériennes reprennent dès le lendemain dans le cadre de l'opération Restaurer l'espoir.
Le 30 avril, les miliciens chiites et les loyalistes multiplient les tirs de mortier et de chars dans le quartier de Khor Maksar, proche de l'aéroport, tandis que les avions de la coalition pilonnent les positions des assaillants. Six rebelles Houthis et deux miliciens locaux ont trouvé la mort, selon des habitants.
Le 3 mai, entre 40 et 50 soldats des Forces spéciales de la coalition internationale conduite par l’Arabie saoudite sont déployés à Aden dans le sud du pays. Par ailleurs, l’organisation Human Rights Watch publie des photos de bombes à sous-munitions utilisées selon elle par l’Arabie saoudite et fournies par les États-Unis. Ces engins sont interdits par un traité international depuis 2008, approuvé par 116 pays, mais dont Riyad et Washington ne sont pas signataires.
Le 5 mai, des rebelles Houthis pénètrent pour la première fois en territoire saoudien et attaquent la ville de Najran. Au moins deux civils sont tués et cinq soldats saoudiens sont faits prisonniers.
Le 12 mai 2015, un cessez-le-feu humanitaire est décrété. Il dure jusqu'au 17 mai malgré de nombreuses violations,.
Le 27 juin, les rebelles Houthis bombardent à l'aide d'artillerie le port d'Aden afin de repousser un navire humanitaire qatari, contraint de faire demi-tour.

### Avancée loyaliste (2015-2016)

Situation à Taëz en juillet 2015 :
Zone contrôlée par le gouvernement yéménite
Zone contrôlée par les Houthis

Situation à Aden après l'offensive loyaliste.
Zone contrôlée par le gouvernement yéménite
Zone contrôlée par les Houthis

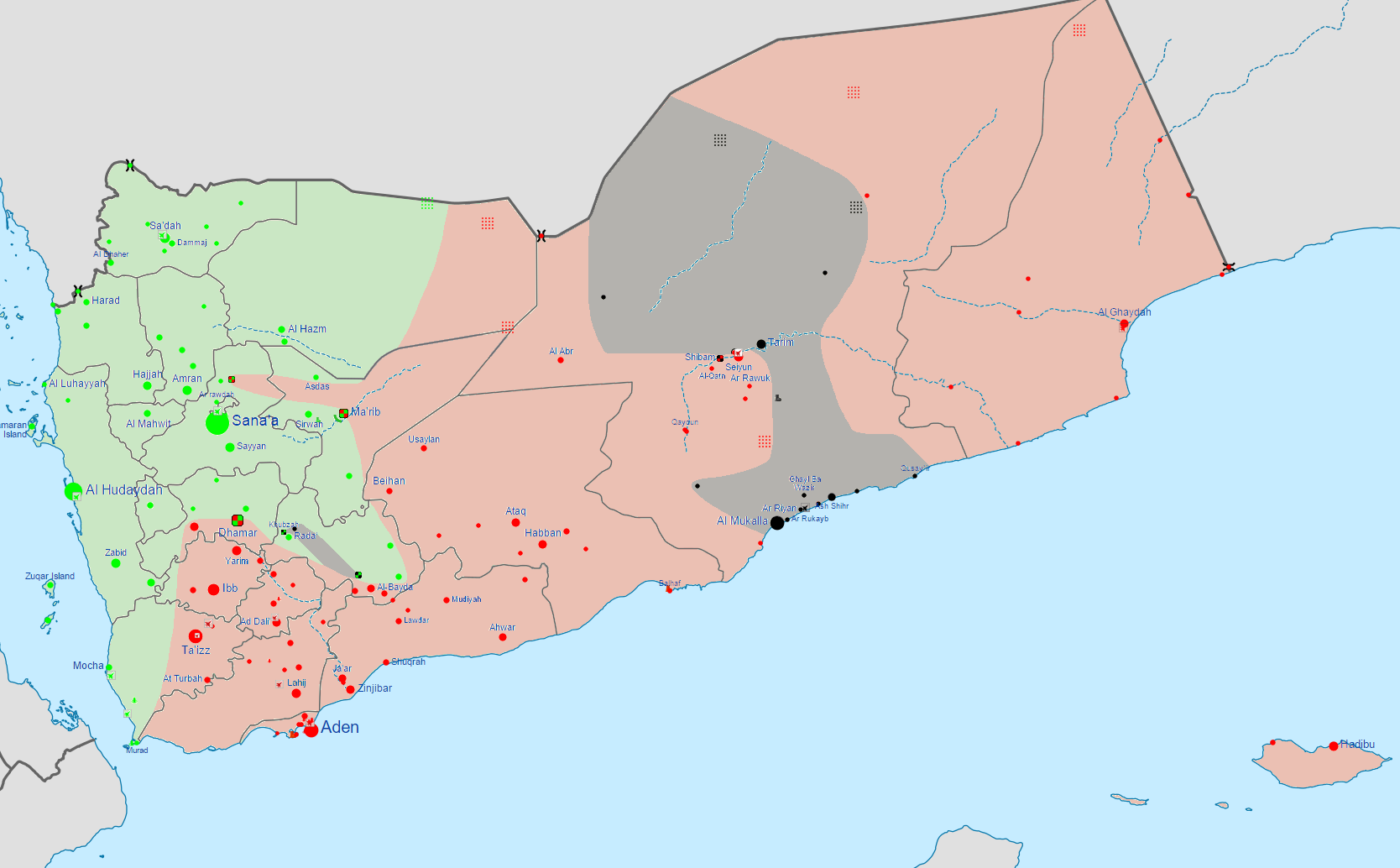
Situation au Yémen en août 2015.

Le 17 juillet 2015, Aden et son gouvernorat sont repris par les loyalistes, à la faveur d'un accroissement de l'aide saoudienne et de ses alliés dans le grand port du Sud.
En août 2015, les loyalistes reprennent les gouvernorats d'Aden, Dhale, Abyan et Lahij. Le 15 août 2015, les loyalistes reprennent la province de Chabwa.
En août 2015, commence l'offensive loyaliste dans le gouvernorat de Ma'rib.
Le 4 septembre 2015, soixante soldats de la coalition, dont quarante-cinq soldats des Émirats arabes unis, sont tués dans l'attaque au missile balistique d'une base militaire dans la province de Marib, à l'est de Sanaa. En représailles, les avions émiratis et saoudiens intensifient dans les jours qui suivent leurs raids contre les positions des rebelles Houthis et de leurs alliés, des unités de l’armée restées fidèles à l’ex-président Ali Abdallah Saleh.
Le 22 septembre 2015, Hadi retourne à Aden.
Le 27 octobre 2015 un hôpital de Médecins sans frontières est détruit dans le district de Haydan par la coalition.
En novembre 2015, il est rapporté que des mercenaires colombiens combattraient aux côtés des loyalistes. Le même mois, les rebelles Houthis prennent le contrôle de Damt, dans le gouvernorat de Dhale, ainsi que de la base de Dhoubab, de Taëz et de Madaribah, à Lahij. Ils se rapprochèrent ainsi de la base aérienne Al-Anad, dans le gouvernorat de Lahij.
Le 8 décembre 2015, dans le contexte de début de négociations à Genève, un cessez-le-feu de sept jours renouvelable est annoncé pour le 15 décembre par le camp loyaliste. Pour leur part, les Houthis annoncent le début du cessez-le-feu pour le 14 décembre. Le 15 décembre 2015, le cessez-le-feu entre en vigueur, et au même moment trois délégations, celle du gouvernement, celle des Houthis et du Congrès général du peuple, composées de dix-huit membres chacune, arrivent à Genève, en Suisse. Le même jour, des violations du cessez-le-feu sont signalées par les deux belligérants,.
Le 10 décembre 2015, l'île de Grande-Hanich est conquise par les forces loyalistes. Le 16 décembre, les deux camps échangent des prisonniers. Cependant, les deux belligérants n'ont pu se mettre d'accord sur la libération des commandants respectifs.
Le 18 décembre 2015, les loyalistes reprennent les villes d'Al Hazm, d'Harad,,,, et de Djebel al-Salb, située à Nihm, dans le gouvernorat de Sanaa, à quarante kilomètres de la capitale Sanaa alors que le cessez-le-feu est encore en vigueur.
Le 20 décembre 2015, le cessez-le-feu est prolongé d'une semaine alors que de nouvelles négociations sont prévues le 14 janvier 2016. Les deux belligérants acceptent de mettre en place un organisme de surveillance du cessez-le-feu. Cependant, des combats sont signalés de nouveau le 21 décembre 2015. Le 26 décembre 2015, en plein cessez-le-feu, des affrontements font trente-et-un morts. Le 23 décembre 2015, le Conseil de sécurité de l'ONU appelle à un cessez-le-feu durable.
Les Houthis empêchent l'approvisionnement de l'aide humanitaire de la ville de Ta'izz et engendre la fermeture d'un de ses hôpitaux,. Le 2 janvier 2016, le cessez-le-feu prend fin. Trois jours plus tard, le Conseil de sécurité appelle à son rétablissement.
Le 28 décembre 2015, l'ancien président Ali Abdallah Saleh déclare refuser tout dialogue avec les loyalistes, privilégiant des négociations directes avec l'Arabie saoudite. Le 29 décembre 2015, le Koweït annonce qu'il déploie des troupes au sol.
Le 30 décembre 2015, les Houthis et les pro-Saleh lancent une attaque conjointe sur la Jabal al-Qacha' (arz), une colline stratégique qui surplombe la base aérienne Al-Anad, et parviennent à s'en emparer quatre jours plus tard.
Le 6 janvier 2016, les loyalistes prennent la ville de Midi ainsi que son complexe portuaire, contrôlés par les Houthis depuis 2010.
En janvier 2016, le gouvernement décide d'expulser le représentant des Nations unies pour les droits de l'homme puis y renonce, après des pressions internationales.
Le 10 janvier 2016, un bombardement cible un hôpital soutenu par MSF, dans le nord du Yémen, et fait six morts. La coalition est fortement suspectée d'en être à l'origine.
Le 14 janvier 2016, les Houthis libèrent le ministre de l'Enseignement technique mais les négociations de paix sont reportées. Le même jour, la coalition largue des vivres et des armes aux habitants de Ta'izz, qui sont alors assiégés par les rebelles. Le 18 janvier, de l'aide parvient à Taëz mais seulement certains quartiers en bénéficient.
Le 25 janvier 2016, le gouvernement retourne définitivement à Aden.
Le 30 janvier 2016, les Houthis bombardent la base aérienne Al-Anad à coup de missiles Tochka. Des médias acquis à leur cause affirme ensuite que 190 mercenaires étrangers ont été tués lors de l'opération dont le PDG et le conseiller en chef de la société militaire privée Academi.
Le 10 février 2016, de l'aide est acheminée à Taëz. Le 13 février 2016, la Croix-Rouge a pu pénétrer à l'intérieur de la ville de Taëz pour la première fois depuis le mois d'août et a livré trois tonnes de fournitures médicales. Au même moment, l'Arabie saoudite tente de dissuader les ONG d'accéder aux zones rebelles, mais n'y parvient pas,. Le 12 février 2016, Nihm et le siège de la 312e brigade, situés dans le gouvernorat de Sanaa, sont repris par les loyalistes.
Le 23 février 2016, Ali Mohsen al-Ahmar est nommé vice-commandant des Forces armées yéménites par le président de la République, Abdrabbo Mansour Hadi. Le 24 février 2016, le gouvernement yéménite déclare que le Hezbollah aurait déployé, au nord du Yémen, près de la frontière saoudienne, des troupes pour aider les rebelles. Le 25 février 2016, le Parlement européen, dans une résolution non-contraignante, appelle à un embargo sur les armes pour l'Arabie saoudite.
Le 8 mars 2016, une délégation des Houthis se rend en Arabie saoudite pour négocier, alors que les escarmouches ont baissé en intensité à la frontière et les bombardements saoudiens ont cessé depuis une semaine,. C'est alors que l'Arabie saoudite entreprend un échange de prisonniers avec les rebelles chiites, un soldat saoudien contre sept Yéménites. Peu avant, l'Iran annonce qu'il pourrait appuyer les rebelles. Cependant, les Houthis refusent toute ingérence iranienne.
Le 18 mars 2016, la coalition annonce la fin prochaine de ses bombardements. Le 19 mars 2016, les loyalistes avancent vers Baihan, dans le gouvernorat de Chabwa et vers Harib, dans le gouvernorat de Marib.
Le 23 mars 2016, un cessez-le-feu est annoncé pour le 10 avril, avant le début des négociations, prévues le 18 avril au Koweït.
Le 26 mars 2016, un an après le début des frappes de la coalition, les Houthis organisent une manifestation géante à Sanaa. L'ancien président Ali Abdallah Saleh propose une « paix des braves » et des négociations avec les Saoudiens. Le 28 mars 2016, un second échange de prisonniers a lieu entre Saoudiens et Houthis, neuf Saoudiens contre cent-neuf Yéménites.
Le 29 mars 2016, les loyalistes, qui contrôlent déjà le port de Midi, lancent une offensive en direction du sud et de l'est, vers la ville du même nom, puis tombent dans une embuscade tendue par les Houthis. Le 3 avril 2016, les loyalistes reprennent les localités d'al-Zalaq et d'al-Hadhba, dans la province d'al-Jawf, dont ils revendiquent le contrôle à 80 %. Le même jour, trois civils sont tués par des bombardements rebelles sur un hôpital de Marib. Par ailleurs, le Premier ministre et vice-président Khaled Bahah est limogé par le président Abdrabbo Mansour Hadi. Ahmed ben Dagher lui succède au poste de Premier ministre tandis qu'Ali Mohsen al-Ahmar devient vice-président.
Le 5 avril 2016, la marine américaine intercepte un bateau iranien chargé d'armes pour les Houthis.

### Pourparlers de paix (avril-août 2016)
Le 10 avril 2016, le cessez-le-feu entre en vigueur. La coalition promet de respecter la trêve, de même que l'armée loyaliste, selon son chef d'état-major, Mohammed Ali al-Makdachi et les Houthis. Le médiateur de l'ONU appelle au respect de la trêve. Le 11 avril, les loyalistes accusent les rebelles d'avoir violé le cessez-le-feu. Le cessez-le-feu est pourtant proclamé dans un contexte d'accalmie, à la frontière saoudienne, à Sanaa et à Saada où la coalition a cessé ses bombardements depuis un mois. Le cessez-le-feu devrait par ailleurs permettre l'acheminement d'aides humanitaires.
Le 13 avril 2016, les combats se poursuivent, après une tentative des Houthis de reprendre les territoires perdus au nord. De plus, un général loyaliste, Saïd al-Houri, est tué par un sniper Houthi à Nihm. Le 14 avril, treize combattants loyalistes sont tués par les rebelles.
Le 17 avril 2016, le Mouvement du Sud organise une nouvelle manifestation à Aden. Le 18 avril, une nouvelle manifestation est organisée en présence du gouverneur Aïdarous al-Zoubaïdi. Le même jour, cinq loyalistes et huit rebelles sont tués, dans des combats dans la région de Marib.
Le 22 avril 2016, les négociations de Koweït débutent avec un retard de quatre jours, à cause d'une arrivée tardive de la délégation rebelle. Le 5 mai 2016, les deux belligérants forment des commissions pour aborder les points à discuter. Le 10 mai 2016, les deux camps acceptent de libérer la moitié de leurs prisonniers respectifs. Le gouvernement refuse une proposition des rebelles de former un gouvernement sous leur égide. Les 18 et 19 juin 2016, les deux camps échangent des prisonniers à Ta'izz et à al-Baïda.
Le 1er mai 2016, les Houthis prennent une base militaire dans la province d'Amran, alors que celle-ci n'était contrôlée par aucun des deux camps. Le 9 mai, la coalition vise la base prise par les rebelles à Amran et intercepte un missile Houthi en Arabie saoudite.
Le 29 mai 2016, des heurts éclatent entre les deux camps, à Chabwa et font des dizaines de morts de chaque côté.
Le 16 juin 2016, les Émirats arabes unis annoncent leur retrait du conflit.
Le 21 juin 2016, les Houthis prennent une montagne proche de la base aérienne Al-Anad, dans le gouvernorat de Lahij, qui est le quartier général des troupes de la coalition.
Le 30 juin 2016, les discussions sont ajournées jusqu'au 15 juillet, tandis que les combats reprennent. Le 10 juillet, le président yéménite, Abdrabbo Mansour Hadi, annonce son intention de ne plus participer aux pourparlers. Au même moment a lieu une escalade dans les affrontements. Le 17 juillet 2016, les négociations reprennent finalement. Le 21 juillet, le Koweït somme les deux belligérants à parvenir à un accord dans les quinze jours, ou à quitter le pays le cas échéant.
Le 20 juillet, les combats reprennent.
Le 27 juillet, un attentat fait sept morts à Marib.
Le 28 juillet, les Houthis et la faction pro-Saleh du Congrès général du peuple proclament un « Conseil suprême » de dix membres, sous la forme d'une présidence collégiale, composée d'un président et d'un vice-président, pour diriger le pays,. La délégation gouvernementale quitte les négociations. Le 30 juillet, le médiateur de l'ONU propose de prolonger d'une semaine les négociations, qui est acceptée par les deux parties. Le 31 juillet, le gouvernement yéménite approuve un projet d'accord appelant les rebelles à se retirer des villes qu'ils contrôlent et à rendre les armes aux autorités et les appelle à le signer d'ici le 7 août. Ceux-ci le rejettent. Le 1er août, la délégation loyaliste quitte les négociations et le Koweït également. Le 6 août 2016, les négociations sont officiellement clôturées.
Le 2 août, au moins six soldats sont tués et douze sont blessés, dans un double attentat suicide contre une base militaire loyaliste, dans la localité de Habilayn, dans la province de Lahej. Selon le responsable de l'armée, le bilan pourrait s'alourdir.

### Reprise des combats (2016-2017)

Situation à Taëz en août 2016 :
Zone contrôlée par le gouvernement yéménite
Zone contrôlée par les Houthis

Le 9 août 2016, les raids aériens sur le gouvernorat de Sanaa reprennent, provoquant la fermeture de l'aéroport de Sanaa. Le même jour, seize ouvriers sont tués par des bombardements de la coalition sur une usine de produits alimentaires.
Le 13 août 2016, sous la menace de Houthis armés, 91 à 141 des 301 membres de la Chambre des députés, dont Yahya Ali al-Raie, président de la chambre parlementaire, se réunissent à Sanaa et votent à l'unanimité la confiance au Conseil suprême, mais ce score est inférieur au quorum de 151, ce qui provoque sa condamnation par le gouvernement installé à Aden.
Le 14 août 2016, dix enfants sont tués et une trentaine d'autres sont blessés, dans une frappe aérienne contre une école au nord du Yémen, selon Médecins sans frontières.
Le 15 août 2016, la coalition autorise l'ONU et ses agences à atterrir à l'aéroport de Sanaa. Des frappes aériennes sont menées contre un hôpital de Médecins sans frontières et provoquent la mort de dix-neuf personnes. Bombardée par la coalition pour la quatrième fois, l'organisation annonce dans les jours qui suivent son retrait des hôpitaux du nord du pays, estimant les risques trop importants. Pour sa part, la coalition annonce l'ouverture d'une enquête et appelle l'ONG à reconsidérer sa décision.
L'ONG Amnesty International appelle les Houthis et leurs alliés à cesser de persécuter les membres de la minorité bahaïe, dont 65 membres au moins ont été arrêtés arbitrairement, lors de différentes rafles dont la dernière date du 16 août.
Le 20 août 2016, une manifestation chiite, pro-Houthis et pro-Saleh, organisée en soutien au Conseil politique suprême, rassemble des dizaines à une centaine de milliers de personnes à Sanaa.
En août 2016, le gouvernement yéménite décide de demander aux organismes internationaux de geler les avoirs de la banque centrale, et de nommer une nouvelle direction dont le siège serait au sud.
Le 29 août 2016, un attentat suicide, revendiqué par l'EI, fait 71 morts et 98 blessés à Aden contre de jeunes recrues de l'armée.
Entre le 31 août et le 2 septembre 2016, les raids aériens de la coalition sur la province de Saada font au moins 25 morts, la majorité étant des femmes et des enfants, du côté des rebelles.
Entre le 24 août et le 24 septembre 2016, 23 membres d'Al-Qaïda sont tués par des tirs de drones américains,,,,.
Le 4 septembre 2016, la raffinerie d'Aden est rouverte, un an après la fin de la bataille, permettant ainsi de mettre fin à la pénurie d'électricité.
En septembre 2016, le gouverneur de Marib déclare que des armes destinées aux Houthis seraient envoyées par l'Iran en transitant par Oman et la province du Hadramaout, en direction de Sanaa.
Le 6 septembre 2016, les Houthis arrêtent le journaliste Yahya al-Joubaïhi et le condamnent à mort le 13 avril 2017 pour « espionnage ». Ceci est condamné par l'Union des journalistes yéménites, Reporters sans frontières et Amnesty International.
Le 18 septembre 2016, le siège de la Banque centrale est déplacé à Aden.
Le 14 septembre 2016, Hassan al-Malsi, général des Forces spéciale des Houthis, est tué après une tentative d'intrusion à la frontière saoudienne.
Fin septembre, les loyalistes reprennent la ville d'al-Ghayl, à Al Jawf, ainsi qu'à Nihm, dans le gouvernorat de Sanaa. Le Premier ministre, Ahmed ben Dagher, estime, le 7 octobre, que la priorité de la Résistance populaire devrait être de reprendre le contrôle de Taëz et d'Al Houdayda, avant d'avancer à Sanaa.
Le 2 octobre 2016, les Houthis chargent Abdel Aziz ben Habtour de former un gouvernement. Il est le deuxième pro-Hadi à faire défection après le président du Parlement, Yahya Ali al-Raie. Le 4 octobre, il forme son gouvernement composé de vingt-sept ministres. Il n'est cependant pas reconnu par l'ONU, la France et le Royaume-Uni.
En octobre 2016, des manifestations hostiles au gouvernement yéménite ont lieu dans le sud, notamment à Aden, tandis que les séparatistes annoncent la création d'un conseil politique sudiste pour le 14 octobre, date anniversaire du début de l'insurrection contre le l'occupation britannique en 1964. Ils appellent pour l'occasion à une manifestation d'ampleur. Le 7 octobre 2016 à Zinjibar, des manifestants demandent le limogeage du gouverneur d'Abyan.
Le 8 octobre 2016, la coalition menée par l'Arabie saoudite effectue des raids aériens particulièrement meurtriers à Sanaa lors d'une cérémonie funéraire. Selon Jamie McGoldrick, coordinateur humanitaire pour l'ONU au Yémen, le bilan est de plus de 140 morts et 525 blessés dont 19 généraux et une douzaine d'autres d'officiers,. Officiellement, la coalition nie tout d’abord être impliquée avant de déclarer qu'il s'agissait d'une erreur de sa part, mais après cette attaque les États-Unis annoncent un « examen immédiat » de leur soutien à la coalition. En représailles, les rebelles effectuent des tirs de missiles vers l'Arabie saoudite. Le maire de Sanaa, Abdel Kader Hilal, y trouve également la mort.
Le 12 octobre 2016, les forces loyales, dont des miliciens de la Résistance populaire, reprennent le poste-frontière d'Al-Buqah au terme d'un assaut lancé depuis le territoire saoudien.
Le 13 octobre 2016, les forces armées des États-Unis effectuent trois frappes de missiles de croisière Tomahawk tirés par le destroyer USS Nitze sur des sites de radars contrôlés par les rebelles Houthis, à la suite de missiles lancés contre l'USS Mason et d’autres bateaux, opérant dans la zone le 9 et le 12 octobre,.
Le 17 octobre 2016, le président Abdrabbo Mansour Hadi accepte un cessez-le-feu de 72 heures susceptible d'être prolongé entre les forces gouvernementales et les chiites Houthis. Le 18 octobre, un drone américain attaque un convoi de quatre véhicules et tue huit membres d'Al-Qaïda, à Al-Rawda, dans une région de la province de Chabwa. Le 19 octobre, de violents combats ont lieu avant la trêve autour de Sanaa, dans la province d'Omrane, dans la province de Hajja ainsi que dans la province de Marib. Le bilan est d'au moins 35 morts,.
Le 29 octobre 2016, des avions de la coalition visent des bâtiments des services de sécurité appartenant aux rebelles Houthis, près d’Hodeidah, au bord de la mer Rouge, tuant au moins 60 détenus de droit commun qui y étaient incarcérés.
Le 21 février 2017, l'ONU annonce que plus de sept millions de Yéménites sont proches de la famine, soit un quart de la population.
Le 22 février 2017, le chef d'état-major adjoint de l'armée yéménite est tué dans des combats entre forces loyalistes et rebelles Houthis, près de la ville de Mokha, sur la mer Rouge, par un tir de missile. Dans le même temps, 18 militaires loyalistes sont tués et une trentaine sont blessés. Par ailleurs, 21 rebelles périssent et 23 sont blessés. Le 23 février, les forces progouvernementales progressent au nord et à l'est de Mokha, au prix de combats meurtriers faisant vingt-trois morts (seize rebelles et sept soldats). Les forces loyalistes avancent jusqu'à Yakhtul, localité située à 14 km au nord. À l'est, ils progressent de 10 km, grâce à l'aviation saoudienne et reprennent des positions à Jebel Al-Nar, ainsi qu'un avant-poste du camp militaire Khaled. Par ailleurs, l'aviation de la coalition tue sept rebelles et en blesse quinze autres dans des frappes aériennes sur Hodeida, grande ville portuaire de l'ouest du Yémen.

Carte de l'offensive au printemps 2017.
Zone contrôlée par le gouvernement yéménite
Zone contrôlée par les Houthis

Le 24 février 2017, un kamikaze fait exploser sa voiture piégée contre l'entrée d'un camp militaire à Abyane dans le sud du Yémen, faisant au moins huit morts et trois blessés,. De plus, quarante personnes sont tuées dans des combats et bombardements. Dans la province centrale de Baïda, de violents combats opposent les forces loyalistes aux rebelles Houthis, faisant vingt-six morts, parmi les deux camps. Par ailleurs, des combattants tribaux tendent une embuscade contre un convoi de rebelles, dans la région de Sawmaa, faisant ainsi neuf morts, du côté des rebelles. En outre, un tir d'obus attribué aux rebelles Houthis à Marib, à l'est de Sanaa, cause la mort de cinq personnes et blesse quatre autres.
Le 2 mars 2017, l'armée américaine procède à une série de frappes contre Al-Qaïda, dans les provinces méridionales d'Abyane et de Chabwa, ainsi qu'à Baïda, au centre. Plus de vingt frappes tuent au moins douze membres d'Al-Qaïda. Le 3 mars, de nouvelles frappes ont lieu dans la région d'Al-Saïd, dans la province de Chaboua, ayant pour objectif la maison de Saad Atef, un dirigeant local d'Aqpa. Le 5 mars, dans la province d'Abyane, cinq soldats yéménites sont tués dans une attaque à l'arme automatique, par des combattants d'Al-Qaïda, contre un barrage de l'armée, au nord de la ville côtière de Chaqra. En représailles, l'armée américaine lance au moins cinq frappes aériennes sur les provinces de Chabwa et de Baïda. De plus, le 6 mars, de nouvelles frappes ont lieu dans la localité d'al-Nasl, dans la province d'Abyane. Le bilan de ces séries de raids aériens est de 22 morts du côté d'Al-Qaïda et de 2 civils tués. Entre le 2 et le 6 mars, les États-Unis mènent une série de frappes aériennes, plus d'une quarantaine contre les djihadistes d'AQPA, il s'agit alors de la plus intense série de bombardements depuis le début de l’intervention américaine dans ce pays, en 2002.
Le 6 mars 2017, 22 rebelles Houthis sont tués dans des raids aériens de la coalition arabe, près de Hodeïda et dans des combats, dans les environs de la ville de Mokha. Le 10 mars, 6 rebelles et 22 civils sont tués dans un raid aérien de la coalition arabe touchant un marché dans la ville de Khoukha,. De plus, une contre-offensive des rebelles pour reprendre Yakhtul, une localité située 14 km de Mokha, fait 15 morts dont 7 soldats yéménites. Le 17 mars, 26 soldats des forces pro-gouvernement sont tués et 40 autres blessés par des tirs de missiles rebelles contre la mosquée d'un camp militaire à l'est de Sanaa. Le 24 mars, au moins 20 rebelles houthis et sept soldats yéménites sont morts dans la province de Chabwa dans des combats.
Le 25 mars 2017, des hauts responsables loyalistes dont le président Abdrabbo Mansour Hadi, Riad Yassine et Ahmed Awad ben Moubarak sont « condamnés à mort » par un tribunal contrôlé par les Houthis pour « haute trahison » pour avoir « usurpé le titre de président à l'issue de son mandat, participé à l'agression du Yémen et avoir porté atteinte à l'intégrité territoriale de la République yéménite ».
Le 26 mars 2017, date du deuxième anniversaire du début des opérations de la coalition, les Houthis organisent une manifestation à Sanaa. Le 29 mars, les Houthis installent, grâce à l'aide de l'Iran, des missiles de défense côtière, des radars, des mines et des bateaux piégés dans le détroit de Bab Al-Mandeb, menaçant « le commerce, les navires, et les opérations militaires dans la région » selon le général Joe Votel, chef des forces américaines au Moyen-Orient.
Entre le 9 et le 10 avril 2017, 28 rebelles Houthis sont tués dans des raids de la coalition détruisant neuf de leurs véhicules et trois bases de roquettes Katioucha entre les provinces de Taëz et de Lahej, d'une part, et de Taëz et Hodeida, d'autre part. S'ensuit alors des accrochages au cours desquels 10 soldats gouvernementaux sont tués et 15 autres blessés à Aden. Le 11 avril, 5 soldats soudanais sont morts et 22 autres blessés lors d'opérations militaires destinant à prendre des zones aux Houthis. Le 12 avril, au moins 15 rebelles et 3 soldats yéménites sont tués dans de violents combats et des raids aériens de la coalition au sud-est de Mokha dans l'ouest du Yémen.
Le 18 avril 2017, douze soldats saoudiens dont quatre officiers sont tués par la chute de leur hélicoptère dans la province de Marib, à l'est de Sanaa lors d'une opération.

### Dissensions au sein des deux camps (2017-2018)

#### Dissensions au sud

Situation à Aden après la bataille d'Aden.
Zone contrôlée par le gouvernement yéménite
Zone contrôlée par le Conseil de transition du Sud

Le 27 avril 2017, le président Abdrabbo Mansour Hadi limoge le gouverneur d'Aden Aïdarous al-Zoubaïdi et le ministre d'État Hani ben Brik. Le 4 mai 2017, des milliers de séparatistes sudistes manifestent à Aden. Le 11 mai 2017, les deux dirigeants déchus proclament une autorité parallèle pour diriger le Yémen du Sud, le Conseil de transition du Sud,,. Al-Zoubaïdi devient président du Conseil présidentiel, tandis que Hani ben Brik devient vice-président. De fait, le Yémen comprend alors quatre gouvernements différents.
Le 1er juin, une bombe explose sur un marché d'Al-Hazm au Nord-Est de Sanaa, faisant au moins six morts et une quinzaine de blessés.
Le 5 juin, le Qatar est exclu de la coalition militaire arabe, sous commandement saoudien, en raison de « son soutien au terrorisme ». De plus, le Yémen rompt ses relations diplomatiques avec le Qatar.
Le 29 septembre, l'ONU adopte par consensus une résolution concernant la constitution d'une commission d'enquête indépendante sur les atteintes présumées aux droits de l'homme commises au Yémen. Peu après, le 5 octobre, l'ONU publie le rapport annuel du secrétaire général de l’ONU sur les enfants et les conflits armés, qui cite en annexe les pays et entités ayant commis en 2016 des meurtres ou des mutilations d’enfants : y figurent pour le conflit au Yémen la coalition dirigée par l'Arabie saoudite, les houthistes, les forces gouvernementales yéménites et Al-Qaïda.
En octobre 2017, la création d'un parlement sudiste de 303 membres est annoncée.
Le 11 octobre 2017, dix membres d'Al-Islah, dont des explosifs ont été retrouvés chez eux, sont arrêtés à Aden après un attentat ayant coûté la vie à un prédicateur pro-Émirats arabes unis.
Le 7 novembre 2017, l'ONU appelle la coalition internationale dirigée par l'Arabie saoudite à mettre un terme au blocus qui empêche l'acheminement de l'aide humanitaire au Yémen afin d'éviter une catastrophe humanitaire. Le 22 novembre 2017, la coalition dirigée par l’Arabie saoudite annonce la réouverture du port de Hodeida et de l'aéroport de Sanaa pour l'aide humanitaire. L'ONG Save the Children salue cette mesure mais la juge insuffisante, et réclame l'ouverture du port d'Hodeida aux importations commerciales, essentielles pour nourrir la population.
Le 23 décembre 2017 a lieu la séance inaugurale de l'Assemblée nationale sudiste, au cours de laquelle Ahmed Saïd ben Brik est élu président et Anis Yossouf Ali Louqman vice-président de cette chambre parlementaire.
Le 21 janvier 2018, le Conseil de transition du Sud adresse un ultimatum de sept jours au président Abdrabbo Mansour Hadi pour limoger le gouvernement d'Ahmed ben Dagher, qu'ils accusent de « corruption », et le remplacer par un gouvernement de technocrates, sans quoi il nommerait son propre gouvernement.
Le 28 janvier 2018, peu après l'expiration de l'ultimatum, les séparatistes prennent le contrôle du siège du gouvernement. Le 30 janvier, les forces fidèles au STC contrôlent la quasi-totalité de la ville. En fin de journée, les combats cessent, après une médiation de la coalition. À l'issue de ces négociations, les séparatistes rendent trois bases militaires à l'armée, et lèvent le siège du palais présidentiel al-Maachiq.
À partir de 2015, les Émirats arabes unis commencent à administrer de fait l'île de Socotra, construisant de nouvelles infrastructures, des réseaux de télécommunication, demandant aux habitants de signer des contrats de travail avec eux, font leurs propres recensement des populations locales, puis, en 2018, se déploient militairement sur l'île, ce que condamne le gouvernement yéménite, au nom de sa souveraineté sur l'île. Le 13 mai, des troupes saoudiennes débarquent à leur tour, à la demande du gouvernement yéménite pour former ses troupes, puis les deux forces se retirent au profit de l'armée gouvernementale dès le lendemain 14 mai.
Le 3 octobre 2018, le Conseil de transition du sud lance un appel au « soulèvement pacifique ».

#### Offensive contre AQPA (2017)
Le 2 août 2017, des forces yéménites soutenues par les Émirats arabes unis lancent une offensive contre AQPA dans le gouvernorat de Chabwa. À l'exception d'un attentat-suicide qui fait sept morts et neuf blessés parmi les soldats, les djihadistes se replient sans opposer de résistance dans le gouvernorat d'Abyane. L'offensive se poursuit cependant dans le gouvernorat d'Abyan : les djihadistes d'AQPA se retirent également du district d'al-Wadea le 13 septembre et se replient sur celui d'al-Mahfad.

#### Rupture de l'alliance entre les pro-Saleh et les houtistes et mort de l'ex-président Saleh

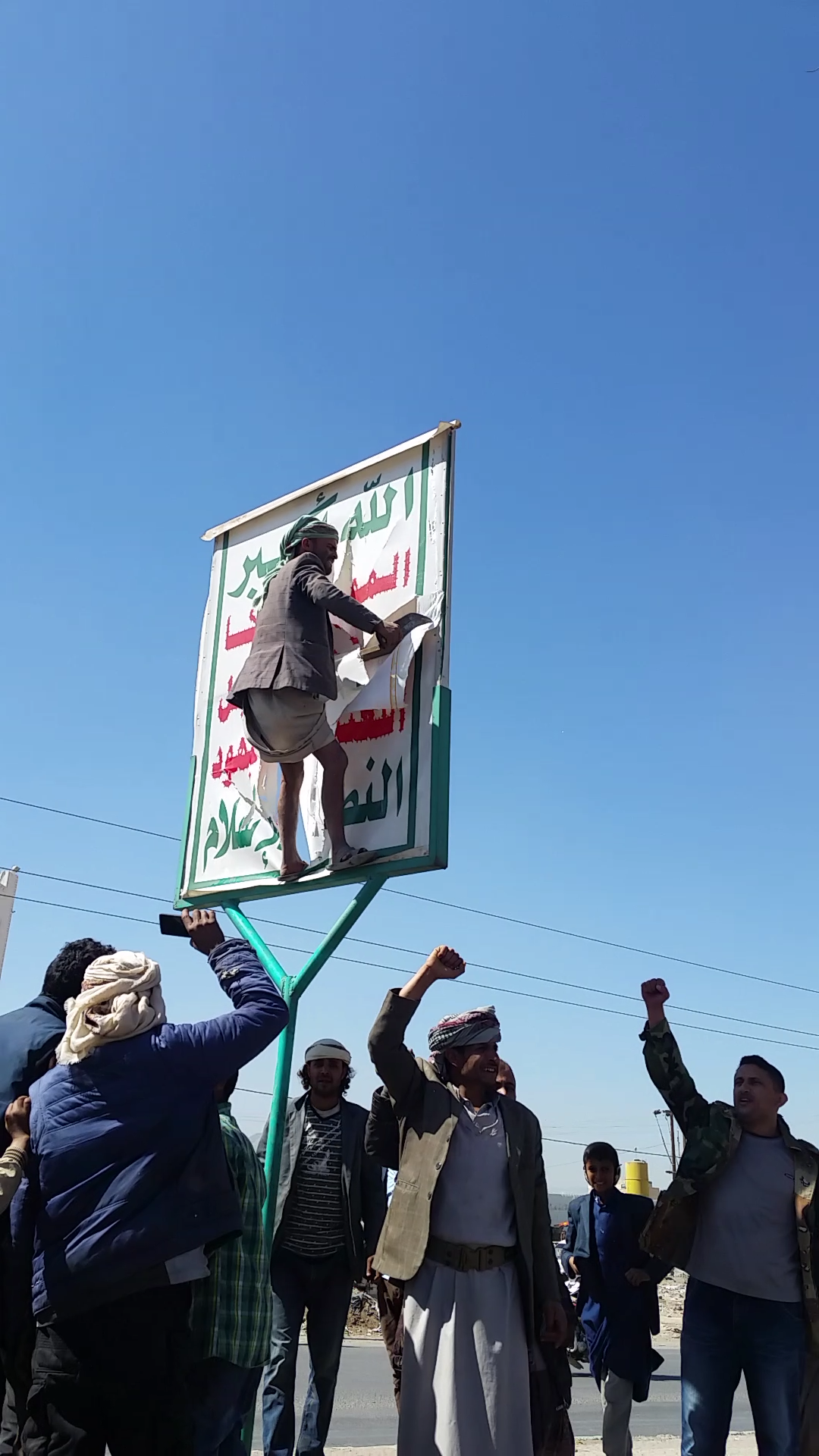
Partisans d'Ali Abdallah Saleh retirant la bannière des Houthis, le 2 décembre 2017.

Le 6 avril 2017, Abdel Aziz ben Habtour démissionne après des tensions avec les Houthis. En effet, Saleh al-Sammad avait refusé que le ministre des Affaires étrangères Hicham Charaf Abdallah soit, comme voulu par le Congrès général du peuple, aussi ministre du Plan. D'une manière générale, les Houthis nomment leurs membres à la tête des renseignements et de l'armée et infiltrent également le Congrès général du peuple.
À l'été 2017, la fragile alliance conclue entre les Houthis et les partisans de l'ancien président yéménite, Ali Abdallah Saleh, commence à vaciller. Des négociations permettent un retour au calme après des heurts en août.

Situation à Sanaa avant la fin de la bataille de Sanaa.
Zone contrôlée par le Congrès général du peuple
Zone contrôlée par les Houthis

L'ancien président Ali Abdallah Saleh est tué le 4 décembre 2017, lors de la bataille de Sanaa, quatre jours après avoir rompu son alliance avec les Houthis, en voulant nouer une alliance avec la coalition dirigée par l'Arabie saoudite. Dans un premier temps, la confusion règne autour de la véracité de sa mort. « Le ministère de l'Intérieur (contrôlé par les Houthis) annonce la fin de la milice de la trahison et la mort de son chef (Ali Abdallah Saleh) et d'un certain nombre de ses éléments criminels », a affirmé la chaîne de télévision des Houthis, Al-Massirah, en citant un communiqué. Sa mort est ensuite confirmée par une dirigeante de son parti. Des rebelles houthis remettent une vidéo à des journalistes de l'Agence France-Presse où l'on voit un cadavre qui semble être le sien.
Le 3 octobre 2018, à la suite d'une médiation omanaise, les Houthis libèrent deux des fils de Saleh, Salah et Madyan, qui embarquent alors pour Amman.

### Offensive vers al-Hodeïda (2018-2019)

Carte de l'offensive en 2018.
Zone contrôlée par le gouvernement yéménite
Zone contrôlée par les Houthis
Zone contrôlée par les séparatistes du Conseil de transition du Sud

Carte de l'offensive d'al-Hodeïda.

Le 8 décembre 2017, les loyalistes, aidés de l'armée émiratie, reprennent le contrôle d'al-Khokha, située au sud du gouvernorat d'al-Hodeïda. Le 25 décembre, les combats se poursuivent à Haïs et Tahtia.
Le 26 janvier 2018, les loyalistes repartent à l'offensive dans la ville de Taëz, qu'ils contrôlent majoritairement.
Le 5 février 2018, les loyalistes reprennent Haïs, située dans le gouvernorat d'al-Hodeïda.
Le 26 mars 2018, sept missiles balistiques tirés par les Houthis sont interceptés dans la nuit de dimanche à lundi au-dessus de l'Arabie saoudite. Les débris font un mort. En avril 2018, des combats entre les Houthis et l'armée saoudienne éclatent à la frontière au niveau de la province de Saada. Le 19 avril 2018 est annoncée la mort du major général Hussein al-Koubari, commandant du bataillon houthiste numéro 83 obus d'artillerie sur la frontière saoudienne, l'un des derniers haut-commandants pro-Saleh et membre de la Garde républicaine.
Le 23 avril 2018, les Houthis annoncent la mort le 19 avril, dans une attaque aérienne, de Saleh Ali al-Sammad.
Mehdi Hussein al-Machat lui succède. Le 27 avril, la veille des obsèques d'al-Sammad, un raid aérien de la coalition dirigée par l'Arabie saoudite tue 38 autres rebelles houthis, dont plusieurs chefs réunis au sein du ministère de l'Intérieur à Sanaa ; il s'agit jusque-là, pour la coalition saoudienne, du plus grand succès obtenu par raid aérien. Selon les médias saoudiens, le fait de frapper durant la période de préparation des funérailles d'al-Sammad a été choisi volontairement afin de diminuer encore plus le moral des rebelles. Le 28 avril, les funérailles rassemblent des milliers de partisans houthistes, et les rebelles tirent huit missiles de représailles sur l'Arabie saoudite, tuant un civil. Le 28 avril, l'« émir » de Daech dans la région d'Aden, Saleh Nasser Fadhl al-Bakchi (surnommés le « Prince » par ses hommes), responsable des morts de centaines de personnes est tué au cours d'une fusillade par les forces de sécurité yéménite.
Selon The New York Times de mai 2018, des forces spéciales américaines seraient déployées à la frontière entre l'Arabie saoudite et le Yémen, pour protéger la frontière des Houthis et pour aider les forces saoudiennes à trouver leurs caches de missiles.
Le 28 mai 2018, la coalition affirme que les loyalistes ne sont qu'à 20 km d'al-Hodeïda.
Le 12 juin, les Émirats arabes unis donnent 48 h aux Houthis pour quitter la ville. Le 13 juin, l'assaut est donné à 13 h, et les combats ont lieu au sud de la ville, où est situé l'aéroport.
Le 25 juin, la coalition annonce la mort de huit membres du Hezbollah à Sa'dah.
Le 1er juillet 2018, les Émirats arabes unis annoncent une suspension de l'offensive alors que des sources militaires dans l’ouest du Yémen ont confirmé une désescalade dans les opérations militaires depuis une semaine, hormis quelques échanges de tirs sporadiques autour d’Hodeïda. Le 23 août, des frappes de la coalition militaire dirigée par l’Arabie saoudite tuent 26 écoliers, après que deux semaines auparavant 40 écoliers ont été tués dans un bus qui les emmenait en excursion.
Les loyalistes progressent de nouveau le 8 septembre.
Le 6 octobre, les Houthis arrêtent des étudiants qui ont organisé une manifestation à Sanaa. Les rebelles ont ainsi organisé un rassemblement armé et frappé les manifestants, majoritairement des femmes, avec des bâtons électriques.
Le 15 octobre, Maïn Abdelmalek Saïd est nommé Premier ministre, en remplacement d'Ahmed ben Dagher.
En décembre 2018, un accord de cessez-le-feu est signé à Stockholm entre les belligérants avec l'aide de l'ONU. Par cet accord l'ONU obtient le droit d'envoyer des observateurs pendant un mois pour mesurer le respect de cet accord. Le traité inclut un accord de retrait des rebelles des ports d'Hodeïda, de Salif et de Ras Issa.
Le 12 janvier 2019, une attaque au drone revendiquée par les Houthis dans la base aérienne Al-Anad fait sept morts, dont le général Saleh Tamah, chargé des renseignements, et 11 blessés parmi les loyalistes.
En mars 2019, a lieu à Kouchar, dans le gouvernorat de Hajjah, un soulèvement des Hachid contre les Houthis, avec qui ils étaient alliés depuis 2014 en échange de la non-ingérence des rebelles dans leurs affaires. La coalition soutient militairement les Hachid par des bombardements aériens et en larguant des armes, mais le soulèvement est écrasé.
En mai 2019, les rebelles se retirent du port d’Hodeïda, avec retard mais conformément à l'accord de décembre 2018. Il s'agit du premier retrait consenti par les houthistes. Ils profitent de ce cessez-le-feu pour redéployer leurs forces dans la province d’Al-Dhale où ils avancent. Le 12 juin, tout en confirmant le retrait des houthis, l'ONU les appelle à se retirer de deux ports restants. Le 22 juin, le programme alimentaire mondial suspend partiellement l'aide humanitaire à Sanaa, après son détournement par les Houthis.
Le 30 septembre, les Houthis libèrent 290 prisonniers.

### Conflit entre loyalistes et séparatistes à Aden (2019-2020)
En août 2019, la coalition contre les Houthis se fissure. Des combats éclatent à Aden le 7 août entre les forces loyalistes du président Hadi, soutenues indéfectiblement par l'Arabie saoudite, et le Cordon de sécurité, une force formée par les Émirats arabes unis, mais affiliée aux séparatistes du Conseil de transition du Sud. Les combats s'achèvent à l'avantage des séparatistes sudistes qui prennent le contrôle de la ville le 10 août.
L'Arabie saoudite et les Émirats arabes unis tentent alors d'apaiser la situation et appellent au dialogue. Les 16 et 17 août, les séparatistes se retirent du palais présidentiel et de quelques positions à Aden, mais ils maintiennent leur présence à l'intérieur des camps militaires capturés,.
Les combats se déplacent ensuite à l'est d'Aden, dans les gouvernorats d'Abyane et Chaboua. Zinjibar, chef-lieu d'Abyane, est prise par les séparatistes le 20 août, mais Ataq, chef-lieu du gouvernorat de Chaboua, passe sous le contrôle des loyalistes le 24 août,.
Le 28 août, après avoir rassemblés des renforts, les loyalistes lancent une offensive et reprennent Zinjibar, puis Aden,. Mais dès le lendemain, les séparatistes contre-attaquent, repoussent les loyalistes et se rendent à nouveau maîtres d'Aden. Pendant les combats, des troupes gouvernementales yéménites sont bombardées par l'aviation des Émirats arabes unis qui les accusent d'être infiltrées par al-Islah.
Le gouvernement d'Abdrabbo Mansour Hadi annonce son intention de prendre des mesures légales contre les Émirats arabes unis. Selon lui, les frappes aériennes émiraties dirigées contre les bases de l’armée yéménite ont fait 300 morts et un nombre non précisé de blessés. Des combattants soutenus par les Émirats auraient par ailleurs envahi des maisons et des hôpitaux à Aden et exécuté des patients blessés dans des hôpitaux.
Le 19 décembre, une attaque au missile des Houthis contre un défilé militaire fait dix morts au gouvernorat d'Ad Dali'. Le 7 janvier, onze soldats séparatistes sont tués par une attaque de missile dans un camp militaire situé dans la même zone. Après des mois de calme, une attaque, attribuée aux rebelles houthis, contre une mosquée d’un camp dans la province de Marib à l’est de Sanaa fait plus de 100 morts et au moins 148 blessés parmi les soldats. La mosquée est visée par un missile puis par un drone, précise une source militaire gouvernementale,.
Le 26 avril 2020, les séparatistes proclament l'autonomie du Yémen du Sud et rompent ainsi l'accord de paix avec le gouvernement d'Hadi. Les forces gouvernementales déclenchent en représailles une offensive contre les séparatistes dans la province d'Abyane. Les combats font au moins 10 morts le 9 mai, puis au moins 14 morts le 15, majoritairement des combattants pro-gouvernementaux.
Le 20 juin 2020, le CTS annonce prendre le contrôle de Socotra.

### Prise d'Al Hazm par les houthis (mars 2020)

Carte de l'offensive

Au début de l'année, critiquée pour ses frappes visant les civils, la coalition saoudienne baisse en intensité ses frappes. Le 1er mars 2020, les houthis reprennent la ville d'Al Hazm, capitale de la province d'Al Jawf. Cette victoire leur ouvre la route de la province de Marib, l'une des plus riches du pays.
Le 9 avril, la coalition décrète une trêve.
En septembre 2020, un échange de prisonniers a lieu entre les forces houthis et le gouvernement, comprenant la libération de 400 membres des forces gouvernementales et près de 700 houthis.

### Départ de Hadi du pouvoir
Le 7 avril 2022, Abdrabbo Mansour Hadi quitte le pouvoir et nomme peu avant son départ un Conseil de direction présidentiel. Pour François Frison-Roche, chercheur au Centre national de la recherche scientifique (CNRS) et spécialiste du Yémen, « Abd Rabbo Mansour Hadi était un président fictif. Il vit isolé, en exil, dans un palais mis à sa disposition en Arabie Saoudite. Et il ne jouit d'aucune légitimité. En 2012, il a été élu alors qu'il était le seul candidat. À l'origine, son mandat devait durer deux ans. Depuis, aucune élection n'a été organisée à cause des combats ».
Le 30 mars 2022, un cessez-le-feu est décrété par l’Arabie saoudite pour la durée du ramadan. Le 2 juin, ce cessez-le-feu est étendu de deux mois supplémentaires, puis à nouveau en août, jusqu'en octobre.
Le 3 octobre, le cessez-le-feu n'est pas renouvelé à la suite des manifestations en Iran, ce qui bloque la négociation entre les deux parties, la crainte de la reprise des combats est donc très présente.
En avril 2023, les Houthis et le gouvernement du Yémen effectuent un échange d'environ 900 prisonniers, après un accord sur la question le mois précédent.
En décembre 2023, les Houthis et le gouvernement du Yémen signent un cessez-le-feu, prémisse à un processus de paix.
Le 27 mai 2024, les Houthis, avec l'aide du Comité international de la Croix-Rouge, libèrent plus de 100 détenus à Sanaa, dans le cadre d'une « initiative humanitaire unilatérale » visant à gracier les prisonniers et à les rendre à leurs familles.
Le 16 avril 2025, le gouvernement internationalement reconnu du Yémen annonce la préparation d'une grande offensive en direction de Al Hudaydah.

## Forces en présence

### Rebelles chiites houthis
Bien que contrôlant 25 % du territoire, celui-ci est peuplé par 2/3 de la population.

### Acteurs internationaux
La guerre civile yéménite s'inscrit dans l'affrontement géopolitique régional entre l'Arabie saoudite, monarchie sunnite et l'Iran, république islamique chiite. Depuis le début de l'unification du pays, les ingérences étrangères n'ont pas cessé.
Selon le rapport de l'ECCHR, les fabricants et les États européens d'armes étaient des acteurs clés du conflit du Yémen et de la crise humanitaire qui en résulte. Malgré les attaques de la coalition contre les civils violant le droit international, ces entreprises ont persisté à fournir des armes, des munitions et une aide logistique à l'Arabie saoudite et aux Émirats arabes unis.

#### Rôle de l'Arabie saoudite
Selon le journal Le Monde, l'Arabie saoudite mène depuis longtemps une politique d'affaiblissement de l'État yéménite. La principale raison à son intervention est la volonté d'empêcher que ne s'établisse un régime pro-iranien à ses frontières. Cette intervention se veut en conformité avec le droit international dans la mesure où elle a été réalisée à la demande du président en exil Abd Rabbo Mansour Hadi, reconnu comme chef d'État légitime par la communauté internationale. L'Arabie saoudite s'est ainsi mise à la tête de la coalition militaire qui soutient le président réfugié à Riyad.
L'intervention saoudienne est également présentée comme le résultat de la politique personnelle du prince héritier saoudien Mohammed ben Salmane, cette guerre lui permettant d'asseoir sa récente stature de ministre de la Défense et d'homme d'État,. Depuis, les échecs de la coalition ont fragilisé sa position notamment vis-à-vis des États-Unis.
Les autorités saoudiennes ont procédé à partir de 2017 à l'expulsion de son territoire de dizaines de milliers de travailleurs yéménites, pour certains installés de longue date dans le pays
Les critiques vis-à-vis de la coalition sous la direction du prince héritier Mohammed Ben Salman se sont accrues à mesure que la presse internationale dévoilait l'ampleur des souffrances du peuple yéménite et accusait la coalition de crimes de guerre. La coalition est accusée d'une part d'avoir fait de nombreuses victimes civiles dans ses bombardements et d'autre part d'être en partie responsable de la famine qui touche le pays, du fait des mesures économiques punitives visant à saper les rebelles houthis. Depuis 2015, 19 000 frappes ont eu lieu, dont un tiers sur des cibles non militaires, la guerre aurait fait 50 000 morts civiles. En 2018, une association yéménite de défense des droits de l'homme porte plainte contre Mohammed Ben Salman, l'accusant d'avoir « sciemment » attaqué des populations civiles au Yémen,.
Le 28 mars 2019, le porte-parole du gouvernement allemand, Steffen Seibert, annonce que le gel des ventes d’armes de son pays à l’Arabie saoudite est prolongé de six mois, jusqu’au 30 septembre 2019. Le gel des ventes d’armes par l’Allemagne a débuté en octobre 2018 à la suite de l’assassinat de Jamal Khashoggi dans le consulat saoudien à Istanbul. Les ventes d’armes au royaume saoudien font régulièrement l’objet de débats à la suite des suspicions de crimes de guerre dans le conflit yéménite.
Les Houthis ont revendiqué le tir d'un missile sur l'aéroport civil d'Abha en Arabie Saoudite le 12 juin 2019. 26 blessés ont été déplorés.
Le 7 août 2020, le Conseil d'État belge ordonne la suspension des licences d'exportation d'armes wallonnes vers l'Arabie saoudite. Selon plusieurs associations, l'Arabie saoudite a été impliquée dans le conflit au Yémen, où les violations du droit international humanitaire et le risque de transfert d'armes aux groupes terroristes ont augmenté. Le 19 décembre 2020, le Conseil d'État belge suspend l'exécution des décisions prises par le ministre wallon, Elio di Rupo d'émettre les quatre licences pour l'exportation d'armes au royaume. Le 5 mars 2021, il ordonne à nouveau la suspension de quatre licences d'exportation d'armes et d'équipements liés à la défense délivrés par la région wallonne à l'Arabie saoudite parce que les armes couvertes par les différentes licences d'exportation sont utilisées dans le contexte du conflit au Yémen ou qu'ils contribuent à la répression interne. 
Des centaines de millions ont été investis dans Lockheed Martin, dont les jets avaient permis à l'Arabie saoudite de bombarder des positions en Syrie et au Yémen, qui[pas clair] était impliqué dans la production d'armes atomiques.

### Rôle de l'Israël
En juin 2025, L’armée israélienne appel la population yéménite à évacuer trois ports au Yémen, prélude à des frappes contre des infrastructures des rebelles houthis, acussé de soutenir des groupe rebelles, dans l'enclave de Gaza.

#### Rôle des Émirats arabes unis
Les Émirats arabes unis sont directement intervenus dans la guerre civile yéménite notamment en envoyant des troupes de mercenaires colombiens dès 2015. Par l'intermédiaire de sociétés de sécurité émiraties, ont été également enrôlés pour combattre au Yémen des centaines de jeunes venant de tribus parlant l'arabe, originaires des zones frontalières entre le Tchad, le Niger et la Libye. Ainsi, selon le site d'information Middle East Eye, si des troupes émiraties ont été déployées au Yémen et ont joué un rôle clé, une grande partie des combats aurait été sous-traitée à des alliés locaux, ce qui a permis de limiter leurs propres pertes.
En 2018, BuzzFeed affirme que les Émirats emploient des mercenaires français et américains pour mener des assassinats ciblés à Aden contre des membres des Frères musulmans.
Le manque de résultats de l'intervention de l'Arabie saoudite et les événements d'août-septembre 2018 (notamment les condamnations des victimes civiles causées par les bombardements des forces loyalistes) ont été analysées comme des signes de fissures dans la coalition. Alors que les Émiratis et Riyad suivaient jusque là la même ligne politique, Mohamed ben Zayed (MBZ), homme fort des Émirats arabes unis et membre clé de la coalition, apporterait un soutien aux « sudistes » du Conseil de transition du Sud qui se déclarent ouvertement favorables à une partition du pays. Ceci, alors que l'Arabie saoudite et ses alliés soutiennent toujours le président Abdrabbo Mansour Hadi.
Cette évolution confirmerait que les Émiratis se sont imposés en acteurs de premier plan dans un pays considéré comme la « chasse gardée » de l'Arabie saoudite et conjointement un échec stratégique pour le prince héritier saoudien Mohammed ben Salmane.
Les forces des EAU sont accusées d'avoir été complices de crimes de guerre au Yémen. En juillet 2018, l'avocat parisien Joseph Barem, lors de la visite de Mohammed ben Zayed en France, a déposé une plainte au nom de l'Alliance pour la défense et les libertés (AIDL) et six citoyens yéménites pour complicité de torture, de traitements inhumains et de crimes de guerre Le 17 juillet 2020, l'AFP révèle qu'un juge d'instruction français est chargé de l'enquête liant Mohammed Ben Zayed aux crimes de guerre au Yémen.[source insuffisante]
En juillet 2018, l'accord sur le rapport d'Amnesty International, les détenus de Yéménie sont destinés à la disparition et torturés dans des lieux secrets contrôlés par les ÉAU. Les États-Unis ont également admis interroger les détenus, mais contestent «toute participation ou connaissance des violations des droits de l'homme.»
Des centaines de mercenaires colombiens, notamment recrutés par les EAU, ont été engagés dans les combats.
Le 20 octobre 2021, un groupe d'avocats du droits de l'homme dépose une plainte auprès du Crown Prosecution Service britannique, qui allègue de nombreux cas de crimes de guerre au Yémen perpétués par l'Arabie saoudite et les Émirats arabes arabes unis.
Les ÉAU ont annoncé qu'il avait interdit sa participation militaire au Yémen, mais quatre mois plus tard, les EAU sont accusés d'être largement impliqués dans la guerre par procuration de transformation civile, des îles critiques aux ports aériens et marins, les bases militaires et les milices. En outre, les Émirats et l'Arabie saoudite ont initialement soutenu le gouvernement internationalement reconnu de Yémen; Cependant, en 2017, les ÉAU ont adopté une approche légèrement différente, se concentrant sur le soutien du Conseil de transition du Sud tout en continuant de combattre le groupe Rebel Houthi, le gouvernement yéménite et le principal rival de l'Arabie saoudite dans le pays. En novembre 2021, la remorque du film soutenu par les ÉAU sur la guerre de Yémen, nommée Al-Kameen (The Ambush) a été publié. Les activistes et les analystes ont soulevé des préoccupations concernant les crimes de guerre présumés et les maltraitances commis par les ÉAU, qui ne sont pas mentionnés dans la vidéo. Human Rights Watch et Amnesty International ont documenté des détentions arbitraires et des disparitions forcées dans des prisons secrètes, contrôlées par les forces yéménites adossées aux ÉAU.
Des dizaines de personnes, notamment des cadres et de simples militants du parti Al-Islah ainsi que des journalistes, ont été assassinés dans le sud du Yémen, principalement entre 2016 et 2018, par des mercenaires américains recrutés par les Émirats arabes unis. Un dirigeant du mouvement sudiste réputé avoir refusé de livrer le port d’Aden qui était sous son contrôle aux Émirats a également été assassiné. Cette stratégie d'assassinats ciblés s’est accompagnée de nombreuses autres violations des droits humains, et notamment de la systématisation de la torture à l’intérieur de centres secrets disséminés dans les zones sous contrôle émirati. Ces assassinats ont été faussement attribués aux Houthis et à des règlements de comptes internes à Al-Islah avant qu'une enquête de la BBC publiée en 2024 ne révèle les véritables commanditaires et l'implication d'une société de mercenariat israélienne, Spear Operations Group, dont les recrues sont principalement d'anciens militaires américains.

#### Rôle des États-Unis
Alliés de l'Arabie saoudite, les États-Unis fournissent un soutien logistique et du renseignement à la coalition qui soutient le gouvernement légal.
Trois ans après le début de l'intervention internationale, l'opposition au rôle de l'Arabie saoudite dans la guerre civile au Yémen s'est néanmoins accrue à Washington. Cette opposition est la conséquence de l'indignation suscitée par de graves incidents au cours desquels des civils ont trouvé la mort du fait de la coalition militaire dirigée par l'Arabie saoudite, en particulier des frappes de missiles qui ont tué des dizaines d’écoliers en août 2018,.
La fin de ce soutien assidu à l'Arabie saoudite et le changement de politique américain se concrétisent le 30 octobre 2018 à la suite de l'assassinat de Jamal Khashoggi quand Washington demande l’ouverture de négociations de paix et, en particulier, que cessent les frappes aériennes de la coalition menée par Riyad.
Donald Trump oppose en avril 2019 son veto afin de bloquer la résolution du Congrès, adoptée au début du mois, exhortant le président américain à mettre fin au soutien militaire à l'Arabie saoudite et à ses alliés.
Le 4 février 2021, Joe Biden appelle à la fin de la guerre au Yémen, en annonçant cesser le soutien et les ventes d'armes des États-Unis à la coalition militaire menée par l'Arabie saoudite dans ce pays.
À la suite d'une attaque par drones sur le sol émirati en janvier 2022 les États-Unis renforcent leur soutien militaire à Abou Dabi. Le destroyer lance-missiles USS Cole est déployé dans les eaux des Émirats et des avions de combat F-22 leur sont envoyés.

#### Rôle du Royaume-Uni
En 2019, un documentaire explique que le gouvernement britannique a mis en place des procédures simplifiés qui ont permis l'envoi aux Saoudiens de plusieurs millions de bombes et missiles sans contrôle parlementaire et montre que la coalition utilise de nombreux missiles et bombes à sous-munitions livrées par le Royaume-Uni, pourtant armes interdites depuis 2010 par la convention d'Oslo. Human Rights Watch affirme aussi dans ce documentaire que ces armes ont été fabriquées après 2015, après le début de la campagne militaire menée par l'Arabie saoudite et les révélations sur la façon dont se déroule cette offensive. Le parlement a réagi en demandant des comptes au gouvernement. Toutefois, trois mois après, la mise en place d'une procédure de vente permettant de contourner les contrôles des ventes d'armement, sous forme d'une licence ouverte, a été mise à jour par l'ONG Campaign against arms trade, cette procédure empêche de chiffrer les ventes effectuées ainsi. Le Royaume-Uni avait pourtant affirmé avoir détruit ses armes à sous-munition en décembre 2013. En mars 2017, cette ONG a lancé une procédure judiciaire contestant la légalité des ventes d'armes à l'Arabie saoudite, révélant des doutes sur la vente d'armes qui auraient été transmis au ministre des affaires étrangères. Après avoir perdu son procès en première instance, celle-ci a gagné son procès en appel en 2019, condamnant le Royaume-Uni à cesser ses livraisons d'armes à l'Arabie saoudite et à ne plus réutiliser de licence ouverte. Toutefois, en 2020, le gouvernement a annoncé décidé reprendre ses ventes après l'avis du ministère du Commerce international qui affirme que toute violation du droit international humanitaire (DIH) commise par la coalition saoudienne serait des « incidents isolés ».

#### Rôle de la France
En 2018, le député Bastien Lachaud demande au gouvernement de s'expliquer sur les ventes d'armes à la coalition intervenant au Yémen et accusée de crimes de guerre. La ministre des armées Florence Parly répond alors que les ventes d'armes ont fait l'objet d’un examen « extrêmement rigoureux [...] qui évalue très précisément tous les risques », elle affirme aussi dans un compte-rendu d'une réunion à huis clos de la commission défense du 4 juillet 2018 que « à sa connaissance, les équipements terrestres vendus à l'Arabie saoudite sont utilisées non pas à des fins offensives mais à des fins défensives ».
Le 15 avril 2019, Disclose révèle que selon une note de la DRM, des armes françaises sont utilisées au Yémen. La ministre de l'armée, Florence Parly dans une interview réaffirme que les armes en cause ne sont pas « en position offensive » et ne dispose pas de preuves, que celles-ci aient fait des victimes civiles.
En 2019, l'Observatoire des armements souligne que la France est toujours engagée dans la guerre au Yémen, en fournissant un soutien de premier plan en matière de guerre tactique à l'Arabie saoudite et aux Émirats arabes unis : entraînement des forces spéciales saoudiennes, fourniture de leur équipement de pointe et prévente du futur drone tactique Patroller aux Émirats arabes unis. La même année, un documentaire montre que plusieurs armes françaises (canons CAESAR tirant à la frontière saoudienne et char Leclerc opérant dans la province d'Hodeïda) seraient utilisées au Yémen par l'Arabie saoudite et les Émirats arabes unis. Celui-ci révèle aussi qu'un contrat de 2,4 milliards d'euros, Donas (pour « Don Arabie saoudite »), a été signé en 2014 avec l'Arabie saoudite pour un transfert d'armement au Liban pour lutter contre le terrorisme, finalement annulé avec l'accord des deux parties, et qui aurait en fait toujours été prévu pour être utilisé au Yémen. Il révèle un autre contrat signé par Nexter, nommé ARTIS, qui s'élève à 350 millions d'euros, concernant des canons de 105 mm légers, transportables par hélicoptère, et des véhicules blindés Titus, a été signé au moment où l'ONU dénonçait les crimes de guerre de la coalition au Yémen. Enfin, il révèle que l'ancienne base militaire de Commercy sert de centre de formation aux militaires saoudiens. Interrogé dans le documentaire, Gérard Longuet, sénateur et ancien ministre de la défense entre 2011 et 2012 ayant développé la vente d'armement à l'Arabie saoudite, y rejette toute responsabilité française dans les crimes de guerre.
En juillet 2020, Amnesty International révèle qu'une entreprise belge, le campus d'entraînement John Cockerill établi en France dans l'ex base militaire de Commercy formait des soldats saoudiens combattant au Yémen. Le camp d'entraînement, qui a été construit avec l'argent des contribuables français, aidait ces militaires à fabriquer des tourelles et d'autres armes.
Le 11 décembre 2020, cinquante et un parlementaires français interpellent le ministre des Affaires étrangères. Ils lui demandent, dans une lettre ouverte, des explications sur la situation d'une ancienne usine Total située au Yémen. Cette usine, partie d'un projet gazier financé par la France à hauteur de 216 millions d’euros serait devenue une prison utilisée par les Émirats arabes unis. Des actes de torture y seraient perpétrés.
Le 2 juin 2022, trois organisations de défense des droits de l'homme - ECCHR, Mwatana et Sherpa International, avec le soutien d'Amnesty International, ont déposé une plainte à Paris contre trois sociétés d'armes françaises - Dassault Aviation, Thales et MBDA, pour avoir vendu des armes à deux principaux acteurs du conflit au Yémen, l'Arabie saoudite et les Émirats arabes unis. Cette plainte est le résultat d'une procédure lancée à la Cour pénale internationale fin 2019 pour établir une coopération judiciaire avec les autorités d'autres pays exportateurs d'armes, comme l'Allemagne, l'Espagne, le Royaume-Uni ou l'Italie. Les trois ONG ont documenté 26 frappes aériennes ayant ciblé des civils et susceptibles de constituer des crimes de guerre, tel que le bombardement le 8 octobre 2016, du village de Deir al-Hajari dans le nord-ouest du Yémen, ayant tué une famille entière, dont une femme enceinte et ses quatre enfants, dans une zone rurale sans intérêt stratégique.
Le 16 août 2022, l'ancien ministre des Affaires étrangères yéménite Abou Bakr al-Kirbi annonce que la France est sur le point de déployer sa légion étrangère à Bal'haf (localité disputée entre le gouvernement de Rachad al-Alimi et les séparatistes du Sud) pour y sécuriser une exploitation gazière détenue par TotalEnergies.

#### Rôle de l'Allemagne
Un documentaire de 2019 grâce à un ancien député italien, Mauro Pili, révèle que l'entreprise allemande Rheinmetall livre des bombes à l'Arabie saoudite via une filiale italienne. Depuis octobre 2015, celui-ci aurait filmé plus de vingt convois d'armes, dont des bombes MK utilisées dans un crime de guerre en octobre 2016 ayant causé la mort d'un couple et ses quatre enfants. D'après ce documentaire, cette enquête de Mauro Pili confirme les recherches d'Otfried Nassauer, chercheur spécialiste en armement et en défense, qui indique que la stratégie de Rheinmetall lui permet de contourner la législation d'exportation d'armes allemande,.
Mediapart et ses partenaires EIC ont révélé en septembre 2022 que l'industriel allemande Hensoldt a multiplié les plans pour vendre des armes à l'Arabie saoudite malgré l'embargo décréé en 2018 par Berlin en raison de l'utilisation d'armes allemandes par saoudienne dans l'agression contre le Yémen et après l'assassinat du journaliste saoudien Jamal Khashoggi. Selon les documents confidentiels, Hensoldt a utilisé pour ses projets avec l'Arabie saoudite, ses filiales dans des pays étrangers, qui ne sont pas soumis à l'embargo allemand. Hensoldt a aussi continué à agir en tant que sous-traitant d'équipement militaire vendu à l'Arabie saoudite par d'autres pays, incluant la France.

#### Rôle de l'Espagne
Un nouveau rapport d'Amnesty International, Center Delàs for Peace Studies et ECCHR a révélé les nouvelles preuves concernant les exportations d'armes par la société espagnole Airbus Defence and Space vers l'Arabie saoudite et les Émirats arabes unis, qui ont été utilisées dans des crimes de guerre présumés au Yémen commis entre le début du conflit en 2015 et juin 2021. En outre, les organisations non gouvernementales ont demandées au gouvernement espagnol pour une enquête indépendante impliquant des experts en droit international des droits de l'homme et en droit international humanitaire pour enquêter indépendamment de l'implication des armes dans la guerre du Yémen et suspendre toute licence d'exportation d'armes,.

#### Rôle de la Suisse
Le 21 avril 2021, l'administration a finalement décidé en faveur d'un compromis, après des mois de conflits internes. En conséquence, le Conseil fédéral approuve le transfert de matériel de combat à l'Arabie saoudite, au Bahreïn, en Égypte et aux Émirats arabes unis pour un total de 185 millions de francs suisses. Il existe une quantité minimale de munitions ainsi que de pièces de rechange et de composants pour les systèmes de défense aérienne.
Le 17 juin 2021, Berne a occasionnellement accordé de nouvelles autorisations pour l'exportation de matériel de guerre à l'Arabie saoudite, aux Émirats arabes unis et à ses alliés. La Confédération sera en mesure de continuer à exporter des armements et du matériel militaire dans ces pays à la suite d'une décision au Parlement. Pour le député Priska Seiler Graf, ce vote est un «signal inacceptable». Toutefois, en vertu de la loi sur les matériaux de guerre, le Conseil fédéral a le pouvoir de suspendre ou d'annuler un permis d'exportation si des conditions extraordinaires existent :
« De telles circonstances sont largement réunies. Par exemple, l'assassinat du journaliste saoudien Jamal Khashoggi et le nombre croissant de violations des droits humains et la catastrophe humanitaire au Yémen.»

#### Rôle du Soudan
En décembre 2019, le Premier ministre du Soudan Abdallah Hamdok annonce que 15 000 soldats soudanais ont été déployés au Yémen dans le camp pro-saoudien. Cette déclaration de M. Hamdok est alors une première, les autorités soudanaises n'ayant jamais auparavant évoqué publiquement de chiffres concernant le nombre de soldats soudanais présents au Yémen en guerre.

#### Rôle de l'Iran et de la Corée du Nord
Selon l'Organisation des Nations unies (ONU) et la coalition qui soutient le gouvernement yéménite, les Houthis sont soutenus par l'Iran et la Corée du Nord.
Selon un rapport d'experts de l'ONU, la Corée du Nord et les rebelles houtis ont négocié en 2016 un « protocole de coopération » par l’entremise d'Hussein Al-Ali, un marchand d'armes syrien. Cela a conduit à la livraison d'une « grande variété d'équipements militaires ». Hussein Al-Ali a notamment fourni aux houtis des armes légères et des missiles balistiques de fabrication nord-coréenne.
Si l'Iran a fermement condamné l'intervention saoudienne et proposé des négociations de paix, son soutien concret aux houthistes est, selon Le Monde, difficile à évaluer. L'intervention saoudienne a eu pour effet d'accroître l'influence iranienne dans le pays. Extrêmement limitée au départ, l'aide iranienne s'effectuerait essentiellement par des fournitures d'armements et par l'envoi de conseillers militaires. L'Arabie saoudite accuse les Houthis d'être les mandataires de l'Iran, recevant des ordres directs, mais le New York Times affirme que, selon les analystes, cela n'est pas prouvé. D'après Le Monde diplomatique, l'aide de l'Iran aux Houthis était insignifiante au début du conflit mais a progressivement augmenté. En octobre 2020, un ambassadeur iranien parvient à gagner Sanaa, déjouant le blocus instauré par la coalition. La République islamique aiderait par ailleurs les Houthis à fabriquer des missiles sol-sol. En revanche, en dépit d'allégations répetées, aucun formateur militaire iranien ou membres des Pasdaran n'a jamais été identifié au Yémen.
Selon l'ancien négociateur de l'ONU sur le Yémen, Younès Abouyoub : « Historiquement, les dirigeants houthistes ont peu de relations avec Téhéran (...). Leur confession, le zaïdisme, ne s'apparente que de très loin au chiisme qui se pratique à Téhéran. Pourtant l'Iran a été le seul [pays] à les soutenir pendant quatre ans de guerre [depuis l'intervention saoudienne du 26 mars 2015] et ils se sont rapprochés. C'est la deuxième ironie historique de cette guerre : elle a ouvert le Yémen aux Iraniens ».

## Conséquences humanitaires
Le 9 mai 2017, l'OMS annonce que la guerre civile aurait permis le développement du choléra qui aurait fait 34 morts et 2 022 cas de diarrhée sévère dans neuf provinces du Yémen entre le 27 avril et le 7 mai. Au 30 mai, l'épidémie de choléra a fait cinq cents morts ainsi que près de 55 206 cas suspects. Selon l'UNICEF, l'épidémie a fait 209 morts et plus de 17 000 cas suspects depuis fin avril. En juillet 2017, 300 000 personnes sont touchées par l'épidémie de choléra au Yémen avec plus de 1 600 morts. À la date du 6 novembre 2017, 908 702 cas suspects ont été observés et plus de 2 194 décès ont été constatés.
La très grave crise humanitaire que subit actuellement le Yémen est due principalement au blocus maritime, aérien et terrestre imposé par l’Arabie saoudite. De nombreuses organisations humanitaires, ainsi que l’ONU, s’en sont émues,.
Selon Human Rights Watch, depuis le début du conflit en mars 2015, en violation du droit international humanitaire, la coalition a imposé un blocus naval et aérien au Yémen, lequel a sévèrement restreint la livraison de vivres, de carburant et de médicaments aux civils.
Selon l'ONU, qui réclame la levée du blocus, 21 millions de personnes ont un besoin d'aide humanitaire urgente, sept millions sont au bord de la famine et un enfant meurt toutes les dix minutes de maladie, presque un million de malades du choléra,.
Pour Jean-Francois Corty, directeur des opérations internationales de Médecins du monde, « les démocraties occidentales, dont la France et les États-Unis, ne sont pas neutres, puisque le conflit les implique et les concerne. Or contester une alliance avec des pays qui ne respectent pas le droit humanitaire international reste très difficile chez nous, en France ». Selon lui, « ce blocus relève plutôt d’une forme de punition collective qu’autre chose. Il faut dénoncer cela et être proactif car, potentiellement, avec ce blocus quasi-total, on peut parler de famine planifiée et si rien n’est fait il s’agira d’un crime de guerre ».
Selon un rapport remis aux élus du Congrès des États-Unis le 12 avril 2018, par les services de renseignement militaire, 22 millions de yéménites sur 30 au total se trouvent en situation de risque humanitaire. Selon les chiffres avancés par l'ONU en mars 2018, 22,2 millions de yéménites ont besoin d'aide humanitaire.
L'ONG Save the Children déclare craindre une épidémie de dengue en 2020. Pour l'année 2019, 78 enfants de moins de 16 ans sont morts en raison de cette maladie et plus de 52 000 cas suspects ont été enregistrés dans le pays.
En août 2020, commentant les conséquences humanitaires de la guerre civile au Yémen, L'inspecteur général du département d'État Stephen J. Akard a publié un rapport critiquant l'Arabie saoudite et les Émirats arabes unis pour avoir utilisé des armes de fabrication américaine au Yémen. Il a également déclaré que les armes avaient tué des centaines de civils et dénoncé la frénésie des États-Unis de fournir des armes à la suite de la menace iranienne contre le régime du Golfe en 2019.
En février 2021, Auke Lootsma, représentant résident du PNUD dans le pays, souligne que le  Yémen a « perdu plus de deux décennies de développement » et pourrait devenir un « État non viable » et « très difficile à reconstruire ».
En juin 2024, Les Houthis arrêtent 11 employés yéménites d'agences des Nations Unies et d'autres personnes travaillant pour des groupes humanitaires.

## Bilan humain
En février 2018, l'ONU dresse un bilan des pertes civiles, il dépasse les 10 000 morts depuis un an et demi. Le blocus du pays par les puissances arabes a provoqué la « pire crise humanitaire de la planète » selon les Nations unies : 7 millions de personnes, soit un quart de la population, sont au bord de la famine ; 1 million ont été touchées par le choléra.
Le Haut-Commissariat des Nations unies aux droits de l'homme recense pour sa part au moins 6 660 morts et 10 563 blessés du côté des civils, de 2015 à septembre 2018.
En novembre 2019, Armed Conflict Location and Event Data project (Acled), un projet de l'Université du Sussex, affirme avoir recensé au moins 100 000 morts dans les combats et les bombardements du conflit au Yémen depuis 2015, sans compter les victimes de la crise humanitaire. Parmi les victimes figurent 12 000 civils, dont 8 000 ont péri dans les frappes aériennes de la coalition menée par l'Arabie saoudite.
En mai 2020, la CIA estime entre 100 000 et 120 000 le nombre de morts militaires et civils entre 2015 et 2020.
Fin 2021, l'ONU indique que 150 000 personnes ont été tuées dans les combats et 227 000 autres sont mortes de conséquences indirectes du conflit, telles que le manque d’eau potable, la faim et les maladies. La majorité des victimes indirectes sont des enfants de moins de cinq ans, leurs organismes étant « particulièrement vulnérables à la malnutrition et la sous-nutrition ».

### Filmographie
- Embuscade (Al-Kameen الكمين) (2021)